# لوتا رانسون
لوتا رانسون (انگلیسی: Lotta Runesson؛ زادهٔ ۱۶ نوامبر ۱۹۸۱) بازیکن فوتبال اهل سوئد است.
از باشگاه‌هایی که در آن بازی کرده‌است می‌توان به اومئا آی‌کی و باشگاه فوتبال لینشوپینگ اشاره کرد.